# Лагода, Антон Иванович
Антон Иванович Лагода (16 января 1816, Санкт-Петербург — 21 декабря 1876, там же) — русский литератор, действительный статский советник.
Выходец из украинской дворянской семьи. Жил в Петербурге, служил чиновником Комиссии государственного контроля. Позже, директор хозяйственной части Гатчинского Николаевского сиротского института.
Отец Ольги Лагоды-Шишкиной, русской художницы-пейзажистки, ученицы и жены Ивана Шишкина. Брат генерал-майоров Константина, героя Кавказских войн и Ивана Лагоды.
Был близок к кругу друзей украинского поэта и художника Тараса Шевченко. В 1839 году Шевченко нарисовал акварелью его портрет (находится в Национальном музее Тараса Шевченко).

## Источник
- Энциклопедия жизни и творчества Тараса Шевченко